# NGC 414
NGC 414 (również PGC 4254 lub UGC 744) – galaktyka soczewkowata (S0), znajdująca się w gwiazdozbiorze Ryb. Została odkryta 22 października 1867 roku przez Hermana Schultza. Tuż obok jej jądra widoczna jest druga, mniejsza galaktyka PGC 93079.